# Lomanthus
 Lomanthus  B.Nord. & Pelser, 2009  è un genere di piante angiosperme dicotiledoni della famiglia delle Asteraceae (sottofamiglia Asteroideae).

## Etimologia
Il nome generico deriva dallo spagnolo "lorna" = poggio, collinetta. Alcune specie di questo genere sono caratteristiche dei "lomas y cerros bajos" delle zone litorali peruviane.
Il nome scientifico del genere è stato definito dai botanici Rune Bertil Nordenstam (1936-) e Pieter B. Pelser nella pubblicazione " Compositae Newsletter. Stockholm" ( Compositae Newslett. 47: 34 (-36)) del 2009.

## Descrizione
Habitus. Le specie di questo genere hanno un habitus di tipo erbaceo perenne, oppure subarbustivo o arbustivo. Le superfici delle piante possono essere sia glabre che pubescenti (spesso alla base).
Radici. Le radici in genere sono secondarie da rizoma e possono essere fibrose. I rizomi sono striscianti o legnosi.
Fusto. La parte aerea è eretta; semplice o ramosa.
Foglie. Le foglie cauline, disposte in modo alternato, sono brevemente picciolate o sessili (quelle superiori); spesso alla base sono auricolate e il picciolo è alato. La forma della lamina è intera o lobata o variamente sezionata. I margini sono interi o dentati o seghettati. La consistenza della foglia è membranosa o erbacea. La superficie è glabra di sopra e tomentosa di sotto.
Infiorescenza. Le sinflorescenze sono composte da più capolini (ma anche uno solo) organizzati in formazioni cimose-corimbose. Le infiorescenze vere e proprie sono formate da un capolino terminale peduncolato di tipo radiato. Alla base dell'involucro (la struttura principale del capolino) può essere presente (ma non sempre) un calice formato da brattee fogliacee. I capolini sono formati da un involucro, con forme campanulate, composto da diverse brattee, al cui interno un ricettacolo fa da base ai fiori di due tipi: quelli esterni del raggio e quelli più interni del disco. Le brattee, da 13 a 21 per involucro, sono disposte in modo embricato di solito su una sola serie e possono essere connate alla base. Il ricettacolo è nudo (senza pagliette a protezione della base dei fiori); la forma è piatta ed è alveolato.
Fiori.  I fiori sono tetra-ciclici (formati cioè da 4 verticilli: calice – corolla – androceo – gineceo) e pentameri (calice e corolla formati da 5 elementi). Sono inoltre ermafroditi, più precisamente i fiori del raggio (quelli ligulati e zigomorfi) sono femminili; mentre quelli del disco centrale (tubulosi e actinomorfi) sono bisessuali o a volte funzionalmente maschili.
- Formula fiorale:

*/x K {\displaystyle \infty }, [C (5), A (5)], G 2 (infero), achenio
- Calice: i sepali del calice sono ridotti ad una coroncina di squame.
- Corolla: nella parte inferiore i petali della corolla sono saldati insieme e formano un tubo. In particolare le corolle dei fiori del disco centrale (tubulosi) terminano con delle fauci dilatate a raggiera con cinque lobi. I lobi possono avere una forma da deltoide a triangolare-ovata. Nella corolla dei fiori periferici (ligulati) il tubo si trasforma in un prolungamento da nastriforme o ligulato a filiforme o allargato, terminante più o meno con tre dentelli. Il colore delle corolle è giallo o arancio.
- Androceo: gli stami sono 5 con dei filamenti liberi. La parte basale del collare dei filamenti può essere dilatata. Le antere invece sono saldate fra di loro e formano un manicotto che circonda lo stilo. Le antere sono senza coda ("ecaudate") con basi ottuse. La struttura delle antere è di tipo tetrasporangiato, raramente sono bisporangiate. Il tessuto endoteciale è radiale o polarizzato. Il polline è tricolporato (tipo "helianthoid").[11]
- Gineceo: lo stilo è biforcato con due stigmi nella parte apicale. Gli stigmi sono troncato-ottusi; possono avere un ciuffo di peli radicali o in posizione centrale; possono inoltre essere ricoperti da minute papille; altre volte i peli sono di tipo penicillato. Le superfici stigmatiche sono separate.  L'ovario è infero uniloculare formato da 2 carpelli.

Frutti. I frutti sono degli acheni con pappo. La forma degli acheni è ellittico-oblunga; la superficie è percorsa da 5 - 8 coste longitudinali e può essere pubescente (per peli mucillaginosi papilliformi). Possono essere presenti delle ali o degli ispessimenti marginali. Il carpoforo è distinguibile ed è formato da 3 - 5 file di cellule. Il pappo è formato da numerose setole snelle, bianche, persistenti disposte su due o più serie.

## Biologia
Impollinazione: l'impollinazione avviene tramite insetti (impollinazione entomogama tramite farfalle diurne e notturne).
Riproduzione: la fecondazione avviene fondamentalmente tramite l'impollinazione dei fiori (vedi sopra).
Dispersione: i semi (gli acheni) cadendo a terra sono successivamente dispersi soprattutto da insetti tipo formiche (disseminazione mirmecoria). In questo tipo di piante avviene anche un altro tipo di dispersione: zoocoria. Infatti gli uncini delle brattee dell'involucro (se presenti) si agganciano ai peli degli animali di passaggio disperdendo così anche su lunghe distanze i semi della pianta. Inoltre per merito del pappo il vento può trasportare i semi anche a distanza di alcuni chilometri (disseminazione anemocora).

## Distribuzione e habitat
Le specie di questo genere sono distribuite nell'America meridionale.

## Tassonomia
La famiglia di appartenenza di questa voce (Asteraceae o Compositae, nomen conservandum) probabilmente originaria del Sud America, è la più numerosa del mondo vegetale, comprende oltre 23.000 specie distribuite su 1.535 generi, oppure 22.750 specie e 1.530 generi secondo altre fonti (una delle checklist più aggiornata elenca fino a 1.679 generi). La famiglia attualmente (2021) è divisa in 16 sottofamiglie; la sottofamiglia Asteroideae è una di queste e rappresenta l'evoluzione più recente di tutta la famiglia.

### Filogenesi
Il genere di questa voce appartiene alla sottotribù Senecioninae della tribù Senecioneae (una delle 21 tribù della sottofamiglia Asteroideae). In base ai dati filogenetici la sottotribù, all'interno della tribù, occupa il "core" della tribù e insieme alla sottotribù Othonninae forma un "gruppo fratello".
I seguenti caratteri sono indicativi per la sottotribù:
- il portamento è molto vario (erbe, arbusti, liane, epifite, alberelli o alberi);
- le foglie sono sia basali che cauline disposte in modo alternato;
- sono presenti capolini sia radiati, disciformi o discoidi;
- le antere sono tetrasporangiate, raramente bisporangiate.

La struttura della sottotribù è molto complessa e articolata (è la più numerosa della tribù con oltre 1.200 specie distribuite su un centinaio di generi) e al suo interno sono raccolti molti sottogruppi caratteristici le cui analisi sono ancora da completare. Prove molecolari dalle sequenze del DNA nucleare e plastidiale posizionano il genere Lomanthus in un clade con i generi Dorobaea, Talamancalia, Charadranaetes, Pseudogynoxys e Werneria. Tutti questi generi sono centro e sudamericani ed hanno una posizione filogenetica, all'interno della sottotribù Senecioninae, più o meno distante rispetto al nucleo del genere Senecio. Da un punto di vista morfologico la corolla e lo stilo di Lomanthus assomiglia ai generi come Dorobaea e Talamancalia. Questi generi hanno anche i tubi della corolla relativamente lunghi, tubolari e con fiorellini a disco che si allargano gradualmente.
I caratteri distintivi per le specie del genere  Lomanthus sono:
- il portamento delle specie è erbaceo perenne o arbustivo;
- le foglie solitamente lobate o incise sono spesso densamente tomentose sulla faccia inferiore;
- le foglie sono sessili o pseudo-picciolate, e spesso hanno basi auricolate e talora decorrenti;
- gli apici dello stilo sono ottusi con punte corte e pochi peli a spazzola.

### Elenco delle specie
Questo genere ha 20 specie:
- Lomanthus abadianus (DC.) B.Nord. & Pelser
- Lomanthus albaniae (H.Beltrán) B.Nord. & Pelser
- Lomanthus arnaldii (Cabrera) B.Nord. & Pelser
- Lomanthus bangii (Rusby) B.Nord. & Pelser
- Lomanthus calachaquensis (Cabrera) B.Nord.
- Lomanthus cantensis (Cabrera) P.Gonzáles
- Lomanthus cerrateae (Cabrera) B.Nord. & Pelser
- Lomanthus cuatrecasasii (Cabrera) P.Gonzáles
- Lomanthus fosbergii (Cuatrec.) B.Nord. & Pelser
- Lomanthus icaensis (H.Beltrán & A.Galán) B.Nord.
- Lomanthus infernalis (Cabrera) H.Beltrán
- Lomanthus lomincola (Cabrera) B.Nord. & Pelser
- Lomanthus mollendoensis (Cabrera) B.Nord.
- Lomanthus okopanus (Cabrera) B.Nord.
- Lomanthus putcalensis (Hieron.) B.Nord.
- Lomanthus subcandidus (A.Gray) B.Nord.
- Lomanthus tovarii (Cabrera) B.Nord. & Pelser
- Lomanthus truxillensis (Cabrera) B.Nord.
- Lomanthus velardei (Cabrera) B.Nord. & Pelser
- Lomanthus yauyensis (Cabrera) B.Nord. & Pelser